# مورتی گانتی
مورتی گانتی (انگلیسی: Morty Gunty؛ ۱ فوریهٔ ۱۹۲۹ – ۱۵ ژوئیهٔ ۱۹۸۴) بازیگر اهل ایالات متحده آمریکا بود.
از فیلم‌ها یا برنامه‌های تلویزیونی که وی در آن نقش داشته است، می‌توان به برادوی دنی رز اشاره کرد.